# كهف الروح (تايلاند)
كهف الروح هو موقع أثري في منطقة بانغ مافا، بمحافظة ماي هونغ سون بشمال غرب تايلاند. اُحتلت ما بين 12000 إلى 7000 قبل الحاضر باعتماد تقنية التأريخ بنظير الكربون المشع (C 14) إبان الحضارة لهوابينهية.

## تاريخ
وُثق الوجود البشري في الموقع من العصر الحجري القديم العلوي إلى أوائل العصر الحجري الحديث، لكن طبقات الاستيطان الأولية تمثل صيادو الهابينهيان وجامعي الثمار.